# Нагорная (Брестская область)
Наго́рная (бел. Нагорная) — деревня в Городищенском сельсовете Барановичского района Брестской области Белоруссии. Население — 56 человек (2023).

## География
Находится в 33 км к северу по автодорогам от центра Барановичей и в 4,5 км по автодорогам к западу от центра сельсовета, городского посёлка Городище, граничит с запада с деревней Нестеры. К востоку от деревни протекает река Оболица, а к западу — река Атолинка (левый приток реки Сервеч).

## История
В названии термин нагорники — жители возвышенной местности. Обозначена на карте Шуберта первой половины XIX века.
Согласно переписи 1897 года — деревня Городищенской волости Новогрудского уезда, 9 дворов, хлебозапасный магазин. В 1909 году — 12 дворов. На карте 1910 года указана под названием Лозовцы.
С 1921 года в составе Польши, в гмине Городище Новогрудского повета Новогрудского воеводства. По переписи 1921 года в деревне проживало 83 человека (40 мужчин, 43 женщины) в 13 жилых и 1 прочем обитаемом здании, из них 82 белоруса и 1 русский (по вероисповеданию — все православные).
С 1939 года в составе БССР, с 15 января 1940 года в Городищенском районе Барановичской, с 8 января 1954 года Брестской области, с 25 декабря 1962 года в Барановичском районе.
С конца июня 1941 по июль 1944 года оккупирована немецкими войсками. На фронтах войны погибло 5 сельчан.
До 14 апреля 1960 года деревня входила в состав Душковецкого сельсовета, с 1970 по 6 августа 1979 года — в составе Зелёновского сельсовета, с 1960 по 1970 годы и с 1979 по 26 июня 2013 года деревня входила в состав Гирмантовского сельсовета. Работает конеферма агрокомбината «Мир», до недавнего времени также действовали сельский клуб, магазин и фельдшерско-акушерский пункт (ныне продаётся).

## Население
По состоянию на 1 января 2023 года в деревне проживало 56 человек в 23 хозяйствах, в том числе 13 моложе трудоспособного возраста, 26 — в трудоспособном возрасте и 17 — старше трудоспособного возраста.
| Численность населения (по переписи) | Численность населения (по переписи) | Численность населения (по переписи) | Численность населения (по переписи) | Численность населения (по переписи) | Численность населения (по переписи) | Численность населения (по переписи) | Численность населения (по переписи) | Численность населения (по переписи) |
| 1897                                | 1909                                | 1921                                | 1939                                | 1959                                | 1970                                | 1999                                | 2009                                | 2019                                |
| ----------------------------------- | ----------------------------------- | ----------------------------------- | ----------------------------------- | ----------------------------------- | ----------------------------------- | ----------------------------------- | ----------------------------------- | ----------------------------------- |
| 78                                  | ↗90                                 | ↘83                                 | ↘80                                 | ↗135                                | ↗143                                | ↘117                                | ↘66                                 | ↘49                                 |

## Достопримечательности
- Памятник землякам. Для увековечения памяти односельчан, погибших в годы Великой Отечественной войны. В 1975 году установлен обелиск[17].